# HOXA4
HOXA4‏ (Homeobox A4) هوَ بروتين يُشَفر بواسطة جين HOXA4 في الإنسان.